# Witold Kon

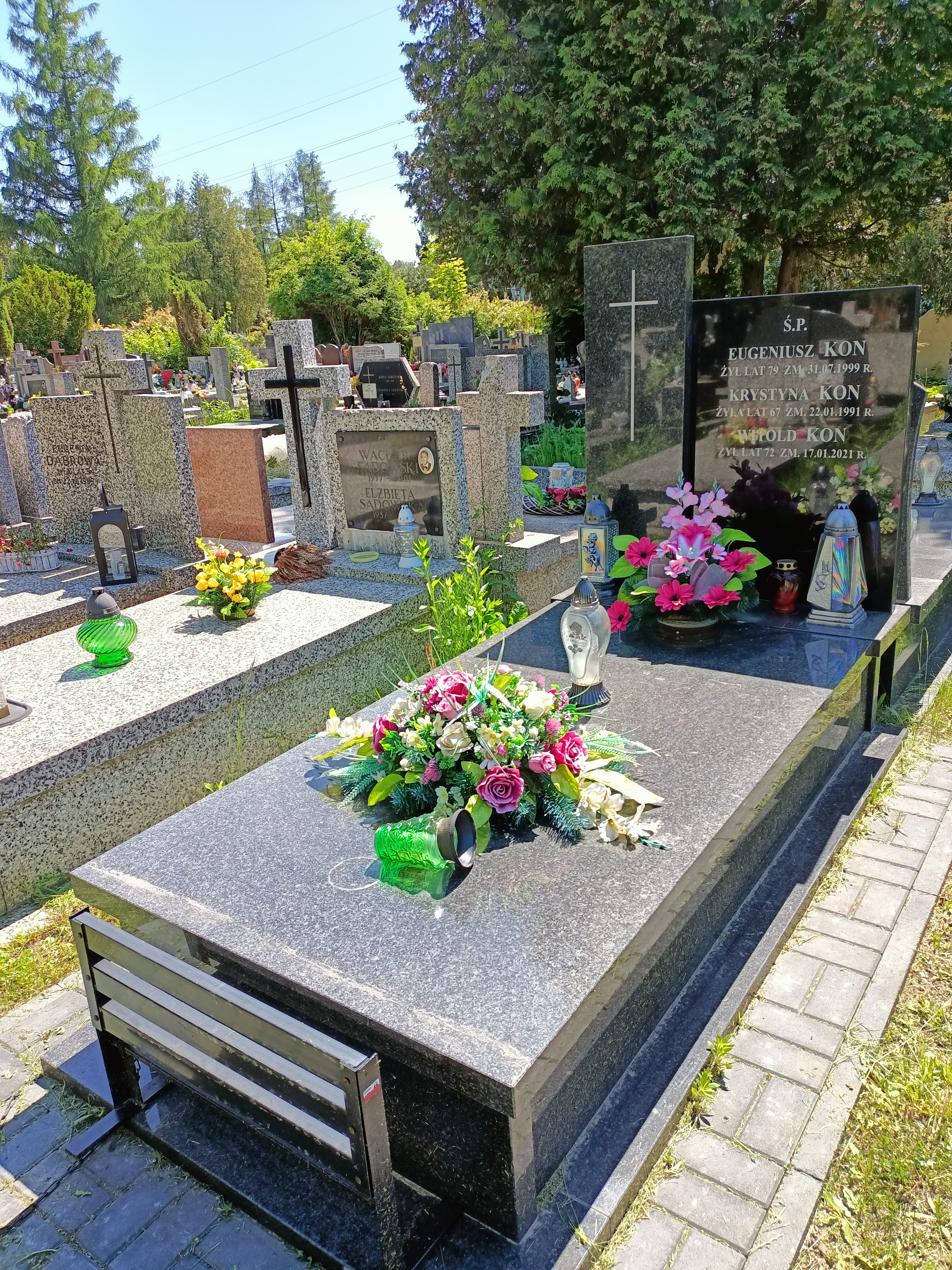
Grób Witolda Kona na Cmentarzu Komunalnym Północnym w Warszawie

Witold Kon (ur. 23 kwietnia 1948 w Warszawie, zm. 17 stycznia 2021 tamże) – polski działacz niezależnego ruchu filmowego i harcmistrz, przewodniczący Federacji Niezależnych Twórców Filmowych.
Był inicjatorem i dyrektorem pierwszych dwunastu edycji Przeglądu Dziecięcych i Młodzieżowych Filmów Amatorskich (obecna nazwa: MFF „Dozwolone do 21”. Wielokrotny członek jury festiwali filmowych w kraju i za granicą. Do największych osiągnięć należy organizacja i kierowanie trzema Światowymi Festiwalami Kina Niezależnego UNICA, w 1997 i 2003 roku w Warszawie oraz 2009 roku w Gdańsku. Założyciel i Prezes Fundacji Cinema Art oraz pomysłodawca i dyrektor dwóch wydarzeń filmowych o zasięgu światowym. Young Cinema Art (Młode Kadry – Kadry Młodych) – festiwal filmów dyplomowych ze szkół filmowych całego świata oraz najważniejszego wydarzenia w twórczości niezależnej GRAND OFF Światowe Nagrody Filmowe Niezależnych swoistych Oscarów w kinie niezależnym. Zajmował stanowisko dyrektora Biblioteki Publicznej im. Stanisława Staszica na warszawskich Bielanach. Był również harcmistrzem-instruktorem Związku Harcerstwa Polskiego w Hufcu Warszawa-Mokotów im. Szarych Szeregów, założycielem i komendantem Szczepu 169 WDHiZ im. Aleksego Dawidowskiego. Należał do Społecznego Komitetu Opieki nad Grobami
Poległych Żołnierzy Batalionów „Zośka” i „Parasol”. Pochowany na cmentarzu komunalnym Północnym.